# Hershey (Pennsylvania)
Hershey is een plaats (census-designated place) in de Amerikaanse staat Pennsylvania, en valt bestuurlijk gezien onder Dauphin County.

## Economie
Het bedrijf Hershey's heeft zijn hoofdkwartier in deze plaats. Het naar Hershey's genoemde pretpark Hersheypark bevindt zich ook in Hershey.

## Demografie
Bij de volkstelling in 2000 werd het aantal inwoners vastgesteld op 12.771.

## Geografie
Volgens het United States Census Bureau beslaat de plaats een oppervlakte van 37,4 km², waarvan 37,3 km² land en 0,1 km² water. Hershey ligt op ongeveer 155 m boven zeeniveau.

## Plaatsen in de nabije omgeving
De onderstaande figuur toont nabijgelegen plaatsen in een straal van 12 km rond Hershey.

## Geboren
- Andy Potts (28 december 1976), triatleet
- Christian Pulisic (18 september 1998), voetballer